# TIZ -Tokyo Insect Zoo-
TIZ Tokyo Insect Zooは、1996年3月29日に発売したPlayStation専用ゲームソフト。発売はゼネラル・エンタテイメント。TIZと略される。キャッチコピーは「ゲームを、ゼロから変えてみた。」。
同社が1994年9月20日に発売した「リョウのかぶとむし旅行」という絵本を基にして製作されたリアルタイム主観視点3DCGアドベンチャーである。終末思想や輪廻を題材としている。小学生の主人公がカブトムシに変身（転生）し、世界の終末までの間、仲間の昆虫達と旅をする物語である。但し、演出や台詞などに問題が多く、あまりの不可解さに一部では奇ゲーと呼ばれている。
ジャンルはプレイングムービーで、全面的に子供向けな絵作りになっている。常に主観視点で行動し、イベントが発生するとアニメーションが挿入される。アニメーションはスタジオぴえろが制作した。

## ストーリー
主人公である小学生・リョウは小学校の夏休み中である8月19日、不思議な白い少女に出会う。そして、虫たちの世界を救って欲しいと頼まれ、カブトムシに変身させられてしまう。転生後、自分のいる場所がどこなのか見当もつかず森の中をさまよう内に、ブル、ザッカ、オーガという名のカブトムシ達と出会う。そして、カブトムシ達の言う「おかあさん」を探すための旅をすることになる。
リョウは旅の途中で、自分のいる場所が近々取り壊される東京昆虫動物園"Tokyo Insect Zoo"の中である事を理解する。リョウ達一行は森、ジャングル、砂漠、氷河等の様々な世界を建物のダクトを通じて行き来し、様々な虫達に出会いながら探索を続ける。
旅の後半、取り壊しに伴う虫の処分のために動物園の気温が下がり、全てのエリアが冬の世界に変わってしまう。一夏の命しかない全ての昆虫が死の準備を始める中で、リョウは必死に抵抗するが、寒さで急速に体力を奪われ意識を失ってしまう。目が覚めると、リョウは人間の姿に戻っていた。そして、Tokyo Insect Zooは目の前で取り壊され、手には共に旅をした仲間達の亡骸が握られていた。
Tokyo Insect Zooの破滅後、白い少女は仲間の死を悲しむリョウに真実を伝え、他の昆虫達の魂と共に天空へと旅立っていった。

## 主要な登場キャラクター
リョウ（中崎達也）
本名:佐々木リョウ。主人公である11歳の小学生の男の子。東京の商店街で焼肉店を経営する両親と姉の家族を持つ。
天真爛漫さと勇気を持ち、他人を思いやる優しい男の子である。しかし、怒る時は乱暴な言葉遣いもする。漫画家や野球選手など、将来の夢を無数に持つ。
バスケットボールが好きであるがあまりうまくはない。ただし、運動は得意な方であり、木にも難なく登れる。また、適応能力は高く、虫たちの世界にもすぐに慣れる。
クリクリした丸い目と太い眉毛、その眉毛の高さまでかりあげた髪型がチャームポイントで、平然とシオリのことを好きと言う。彼女との将来の出来事を妄想し、その目の前で笑みを浮かべる事がある。
12歳の誕生日である8月20日の前日にカブトムシに変身させられてしまい、元の姿に戻るためカブトムシ達と行動を共にする。
シオリ（前田愛）
通称しーちゃん。リョウの友達でクラスメイトでもあり、リョウが密かに想いを寄せる女の子。明日のことも明後日のことも決めているという大人な面を持つ。
バレエを習っており、バスケが得意。リョウに誕生日プレゼントのクッキーを渡すが、そのクッキーは虫たちによって持って行かれてしまう。
小学校入学からリョウと知り合っている幼馴染でもあり、リョウの7歳の誕生日に彼と一緒に東京昆虫動物園に行った事があり、二人にとってはいい思い出になっている。
ブル（石塚英彦）
カブトムシ。ザッカの兄弟。どちらが兄でどちらが弟なのかは明記されない。大柄で大胆な性格。ザッカと共に「ケッコンちゃん」を探している。
ザッカ（太田光）
カブトムシ。ブルの兄弟。割と落ち着いていて冷静な性格。エンディング以外で危機に直面する数少ないキャラクターの1人。
オーガ（千秋）
カブトムシの女の子。この作品のヒロインで、ケッコン相手を探しており、おかあさんになるのが夢。外見の年齢はリョウと同じぐらいで密かにリョウに想いを寄せており、作中ではブルやザッカよりもリョウといい感じである。設定では前世はリョウと同じ年頃の人間の女の子とされている。
白い少女（田嶋里香）
リョウの純粋な心と勇気に魅了され、リョウに昆虫の世界を救って欲しいと頼んできた少女。最後に全ての昆虫達の「おかあさん」だった事が分かる。その本当の姿は白いメスのカブトムシであり、湖の氷の中に閉じ込められている。なお、氷の中に閉じ込められたカブトムシとしての実体は、ゲーム終盤で湖の特定個所に落ちることで見つけることができる。

## サブキャラクター
- リョウの父：千葉繁

本名:佐々木イサム。母からは「イサムちゃん」と呼ばれ、息子と娘からは「父ちゃん」と呼ばれている。焼肉屋大砲を経営している。ややいいかげんで不真面目な性格である。
- リョウの母：佐久間なつみ

父と焼肉屋大砲を経営しているが、性格はしっかり者の真面目である。父からは「母さん」と呼ばれ、息子と娘からは「母ちゃん」と呼ばれている。
- リョウの姉：福島おりね

やや乱暴な15歳の姉で、父親と同じくややいいかげんで不真面目な性格である。弟からは「姉ちゃん」と呼ばれている。
- カミキリ：田中裕二
- クワガタ：阪田マサノブ
- 女王シロアリ：麻生美代子
- 17年ゼミ：辻村真人
- オトシブミ：兼子由利子
- チョウ：木藤聡子
- ハンミョウ：三木眞一郎
- コオロギ兄：十時皇太
- コオロギ妹：石渡夕貴
- フクロウ：高木均
- クモ、毒キノコ：水森亜土
- アナウンス：鈴木琢磨

## スタッフ
- プロデューサー：宮川洋紀
- シナリオ・ゲームデザイン・ディレクション：三輪誠之
- プログラマー：佐々木直哉
- サウンドディレクター：長嶌寛幸
- プロダクションデザイン：平井淳郎
- キャラクターデザイン：安達真久
- 台詞・会話システム（アクティブ・トーキング）ディレクター：片岡亨

## 設定
この項の内容は、設定資料や雑誌等から抜粋している。
- モチーフは東京都日野市の多摩動物公園にある昆虫館。
- 物語の冒頭、商店街の裏側でリョウ達の上空を飛行していく飛行機の影がトンボのものになっているが、これはリョウがカブトムシに変身する前兆を表している。
- 空き地にある木はクヌギであり、カブトムシなどの昆虫が好む木である。昆虫たちが樹液を求めて集まり、伐採しても切り株から萌芽更新が発生して再び数年後には樹勢を回復する。前述の飛行機通過後にリョウがボールを探し、枝に引っ掛かていたボールを取ろうとすると必ず誤って落ちてしまい変身シーン（転生）が始まる。これらはTIZの生まれ変わりや再生といった、大元のテーマを表現している木でもある。
- リョウが空き地の裏口から入っていく建物は閉院したばかりの病院で、12年前に母親がリョウを産んだ病院でもあり、リョウが病院に入っていく意味は12年前の母親と同様に、新たなる生命の誕生に関わる使命を始めるという事である。廊下の公衆電話から白い少女からの会話(後述の変身シーン完了前の会話と同じ内容)や、廊下の突き当たりには鏡があり、見てみると自分の姿が映っていなく、これらはリョウがすでにカブトムシに変身する態勢になった事を意味している。
- リョウの変身シーンは、変身開始と同時に暗闇の空間で神秘的なSEと優しい感じの音楽と共に、カブトムシの卵→幼虫とその周囲をヘラクレスオオカブト等の三匹のカブトムシのCGが幻想的に浮かび上がり、ブル、ザッカ、オーガに出会う運命を暗示している。これはカブトムシの変態を例えてリョウの変身＝転生を抽象的に表現し、物語の始まりに白い少女が語る「始まりは生まれ変わること」を意味している。
- 「ジャーン」という独特な口癖は、もともと初期のシナリオに存在したTIZの解説員である昆虫学者のDr.マーチンが、珍しい虫を子供たちに見せるときの口癖であった。
- 白い少女（＝白いカブトムシ）は、昆虫学者の手によって実験室で作り出された、世界中のカブトムシを掛け合わせて作られたアルビノのカブトムシである。オーガ、ブル、ザッカはこのカブトムシから生まれた子供たちである。

## 書籍
- リョウのかぶとむし旅行 - ISBN 978-4-947648-11-2 - 原作（ただし、物語の内容は大きく異なっており、ゲームはかなりオリジナル色が強い）